# نيك دوداني
نيك دوداني (بالإنجليزية: Nik Dodani)‏ هو ممثل كوميدي أمريكي أشتهر بدوره «زاهد» في مسلسل غير اعتيادي، وهو مسلسل كوميدي من إنتاج نتفليكس. سبق أن قام ببطولة دور «بات» في المسرحية الكوميدية لشبكة سي بي إس الشهيرة ميرفي براون والذي عرض لأول مرة في 27 سبتمبر 2018.

## حياته ومسيرته الفنية
دوداني من أصل هندي، كان يعمل سابقًا كمستشار اتصالات، وكمصمم جرافيك ومنظم للطلاب، درس السياسة في كلية أوكسيدنتال، في عام 2015 وصفت بزفيد «دوداني» بأنه واحد من «14 شخصًا أحدثوا ثورة في الكفاح الهندي من أجل حقوق المثليين».
في أكتوبر 2018، تم الإعلان عن أن دوداني سيكتب سيناريو فيلم من رواية «بلو بوي» من تأليف راكيش ستايل.

## أعمال

### أفلام
- الأعاصير (2024)

## روابط خارجية
- نيك دوداني على موقع IMDb (الإنجليزية)
- نيك دوداني على موقع روتن توميتوز (الإنجليزية)
- نيك دوداني على موقع قاعدة بيانات الفيلم (الإنجليزية)